# (20640) 1999 TF118
1999 تي أف 118 (ويعرف أيضًا باسم (20640) 1999 تي أف 118 وفق تسمية الكوكب الصغير) (بالإنجليزية: 1999 TF118)‏ هو كويكب ضمن حزام الكويكبات؛ وترتيبه 20640 من حيث الاكتشاف.
اكتُشف هذا الجُرم الفلكي بواسطة بحث لنكولن عن الكويكبات القريبة من الأرض في 4 أكتوبر 1999.

## وصلات خارجية
- (20640) 1999 TF118 في قاعدة بيانات مختبر الدفع النفاث لأجرام النظام الشمسي الصغيرة

- الاكتشاف · مخطط المدار ·  العناصر المدارية · المعلمات المادية

- (20640) 1999 TF118 على موقع ويكي سكاي: DSS2, SDSS, GALEX, IRAS, Hydrogen α, X-Ray, Astrophoto, Sky Map, Articles and images